# Stilbohypoxylon ignobile
Stilbohypoxylon ignobile är en svampart som först beskrevs av Vincenzo de Cesati, och fick sitt nu gällande namn av L.E. Petrini 2004. Stilbohypoxylon ignobile ingår i släktet Stilbohypoxylon och familjen kolkärnsvampar.   Inga underarter finns listade i Catalogue of Life.